# Mont Washington (Colombie-Britannique)
Pour les articles homonymes, voir Mont Washington.
Le mont Washington est une montagne située sur l'île de Vancouver, dans la province canadienne de Colombie-Britannique. Avec une altitude de 1 594 m, il accueille la station de ski de Mount Washington Alpine Resort. Il tire son nom du contre-amiral John Washington, hydrographe de la Royal Navy.